# (5533) Bagrov
(5533) Bagrov ist ein Asteroid des Hauptgürtels, der am 21. September 1935 von der russischen Astronomin Pelageja Fjodorowna Schain am Krim-Observatorium in Simejis entdeckt wurde.
Der Asteroid wurde am 4. Mai 1999 auf Vorschlag des Krim-Observatoriums nach Mykola Bahrow (1937–2015) benannt, einem Geographen und Professor der staatlichen Universität Simferopol.